# Związek Lewicy Akademickiej „Front”
Związek Lewicy Akademickiej „Front” – nielegalna organizacja młodzieżowa w Wilnie, założona w 1931 r. Współpracowała ze Związkiem Niezależnej Młodzieży Socjalistycznej „Życie”, pozostawała pod wpływami Komunistycznego Związku Młodzieży Polskiej. Prowadziła działalność oświatową, polityczno-propagandową i samokształceniową. W 1935 r. oskarżona o działalność komunistyczną w procesie tzw. Lewicy Akademickiej. Główni działacze: Henryk Dembiński, Kazimierz Petrusewicz i inni.